# Пол Пердризе
Емѝл Фредерѝк Пол Пердризѐ (на френски: Émile Frédéric Paul Perdrizet) е френски археолог, елинист и медиевист.

## Биография
Роден е на 22 юли 1870 година в Монбелиар, Франция. От 1890 година учи в Екол нормал, след което през октомври 1893 година е приет в Френската археологическа школа в Атина (École française d'Athènes).
В периода 1894 – 1899 г. и през 1901 г. той прави разкопки в Делфи, където разкрива важността на праисторията на това място. Пътувайки през Македония, Турция, Мала Азия, Кипър, Сирия и Малка Армения, той отива в Кипър в 1896 година, за да поеме проекта, първоначално поверен на Чарлз Фоси, за разкопки в Ларнака.
През октомври 1899 година се завръща във Франция, където е назначен за преподавател по гръцки език и литература в Нанси. Там се жени за Люсил Гале, дъщеря на Анриет и Емил Гале. Основава в Нанси Института по класическа археология около Музей за антични отливки, който по-късно е унищожен от немска бомбардировка на октомври 1918 година. Защитава дисертации по история на средновековното изкуство в Сорбоната през 1908 година, а следващата година му е възложено създаването на катедра по археология и история на изкуството, като същевременно продължава да преподава гръцка литература.
Теофил Омол го извиква обратно в Атина за една година през 1900 г. След това пътува из Тракия и Македония и публикува множество статии по темата в Bulletin de correspondence hellénique. Получава международна известност с работата си и Улрих фон Виламовиц-Мьолендорф му предлага отговорността за том от Corpus Inscriptionum Graecarum, посветен на македонските надписи. За съжаление, политическите спорове и здравословното му състояние не му позволяват да осъществи този проект.
През 1904 г. Филип Бергер го натоварва с мисия за Corpus Inscriptionum Semiticarum до Сайда, насочена към изясняване на фалшивите надписи, върнати погрешно в храма на Ешмун.
Заминава за Египет през 1909 година, участва в конгреса в Кайро и се заема с изучаването на египетския елинизъм.
Записва се доброволец, като обикновен редник, в 41-ви териториален пехотен полк в Тул, когато избухва Първата световна война, през октомври 1915 г е преместен в Бюрото за изследване на чуждестранната преса, където прекарва остатъка от войната, пишейки бюлетин за гръцката преса. На 1 ноември 1919 година е назначен в Катедрата по археология в Страсбург.
По искане на Академията за надписи и изящни изкуства, по препоръка на Теофил Омол, той отговаря за разкопките на Антиохия през 1924 година: ръководи две мисии в Сирия. Изследва района под Каркемиш и посещава местата Тел Амар и Арслан Таш. Въпреки насърчението на Рене Дюсо и финансовата подкрепа на Академията той се отказа да продължи да ги изследва.
От 1933 до 1936 г. е съветник на своя ученик Сами Габра при разкопките на некропола на Хермополис Магна в Египет.
Кореспондент на Академията за надписи и изящни изкуства от 1923 г., той е избран там от 1934 г.
Умира на 4 юни 1938 година в Нанси.

## Съчинения
- Fouilles de Delphes, V, Bronzes, vases, antiquités diverses, 1905-1908
- Melnic et Rossno, Bulletin de correspondence helléniqie, XXXI, 1907, 20 – 37
- La Galerie Campana et les musées français, avec René Jean, 1907
- L'art symbolique du Moyen Âge à propos des verrières de l'église St-Étienne à Mulhouse, 1907
- La Vierge de Miséricorde. Étude du thème iconographique. Paris, Albert Fontemoing éditeur, coll. « Bibliothèque des Écoles françaises d'Athènes et de Rome no 101 », 1908, 260 p.
- Les Bronzes grecs d’Égypte de la collection Fouquet, 1911
- Les Graphites grecs du Memnonion d'Abydos, avec G. Lefebvre, 1919
- Les Terres cuites de l’Égypte gréco-romaine de la collection Fouquet, 2 vols., 1921